# Kandukondain Kandukondain
Kandukondain Kandukondain (Tamil: கண்டுகொண்டேன் கண்டுகொண்டேன்) ist ein  tamilischer Film aus dem Jahr 2000. Regie führte Rajiv Menon. Der Film wurde auch in Telugu (unter dem Titel Priyuraalu Pilichindi) synchronisiert. Der Film überträgt die Handlung des Romans Verstand und Gefühl von Jane Austen ins Indien der Gegenwart. Dies wird jedoch im Abspann nicht erwähnt und beschränkt sich auch lediglich auf die Konstellation der teilweise gegensätzlichen Charaktere und ihre (romantischen) Beziehungen.

## Handlung
Der Film verarbeitet die klassische Geschichte einer verwitweten Mutter und ihrer drei Töchter vor dem Hintergrund des modernen Indiens. Sowmya und Meenakshi (alias Elinor und Marianne Dashwood) sind erwachsen und attraktiv, Kamla (alias Margaret Dashwood) geht noch zur Schule. Sie leben mit ihrem kranken Großvater in seinem großen Landhaus. Dieser stirbt, bevor er seinem Wunsch gemäß sein Testament noch ändern kann. Das Erbe fällt dadurch komplett an seinen Sohn Sam und dessen gemeine Frau. Die vier Frauen, die jahrelang den Großvater/Vater gepflegt haben, werden von Sam und seiner Frau aus ihrem Heim hinausgeworfen und sind gezwungen nach Madras zu ziehen.
Kurz vor diesem Schicksalsschlag hatten beide älteren Schwestern sich verliebt: Die eher pragmatische Sowmya in Manohar, einen aufstrebenden Filmemacher, der gerade aus Amerika heimgekehrt ist und sich im tamilischen Film einen Namen machen will; die romantische, träumerische Meenakshi in Srikanth, einen jungen Geschäftsmann der in einige zweifelhafte Spekulationen verwickelt ist.
Meenakshi hat in dem invaliden Major Bala, der mit der Familie befreundet ist, einen weiteren Verehrer. Bala war kommandierender Offizier in der indischen Armee. In der ersten Filmszene wird gezeigt, wie er bei einer Explosion sein Bein verliert. Er trinkt zu viel und bemitleidet sich selbst. Meenakshi fühlt mit ihm und überredet ihn mit dem Trinken aufzuhören, indem sie verspricht, dann die Tampura zu lernen und zu singen.
Nachdem sie nach Madras gezogen sind, erhält Sowmya nur eine Arbeit als Telefonistin, obwohl sie eine qualifizierte Computerprogrammiererin ist. Major Bala unterstützt Meenakshi dabei, zur Musikschule zu gehen. Manohar vertieft sich in die Produktion seines Films und Sowmya denkt, dass er sie vergessen hat. Daher akzeptiert sie, als sie zur Programmiererin befördert wird, eine Arbeit in Amerika. Meenakshis musikalische Karriere entwickelt sich gut, aber sie findet heraus, dass Srikanth eine andere heiratet, um seine finanziellen Probleme zu lösen. Aufgelöst wandert sie im Monsun durch eine überflutete Straße und fällt in einen Abflussschacht, aus dem sie von Bala gerettet wird. Langsam erkennt sie ihre Liebe zu Bala, er jedoch denkt, dass sie ihn aufgrund seiner Behinderung bemitleidet.
Dennoch gibt es ein glückliches Ende: Manohars Film wird ein großer Erfolg und er kann Sowmya davon überzeugen, dass er sie immer noch liebt und Bala erkennt, dass Meenakshi ihn nicht aus Mitleid liebt, sondern weil sie „seine innere Schönheit“ sieht.

## Musik
Die Filmmusik wurde von A. R. Rahman komponiert. Die Choreographie stammt von Farah Khan, Brinda und Raju Sundaram, die Musiktexte von Vairamuthu.

### Stücke
- „Yenna Solla Pogirai“ gesungen von Shankar Mahadevan
- „Smaiyai Smaiyai“ gesungen von Devan, Clinton Cerejo und Dominique Cerejo
- „Kanamoochchi“ gesungen von K. S. Chitra und K. J. Yesudas
- „Suttum Vizhi“ gesungen von Hariharan
- „Konjum Mainakkale“ gesungen von Sadhana Sargam
- „Kandukondain Kandukondain“ gesungen von Hariharan und Mahalakshmi Iyer
- „Yengae Enathu Kavithai“ gesungen von K. S. Chitra und Srinivas

## Kritiken
“Rajiv Menon's second directorial venture Kandukondain Kandukondain, premiered on May 4th at Devi theatre in Chennai, succeeds in both style and substance. Engrossing stuff and for the most part well told.”

„Rajiv Menons zweite Regiearbeit, Kandukondain Kandukondain, uraufgeführt am 4. Mai [2000] am Devi Theater in Chennai, ist in Stil und Inhalt ein Erfolg. Fesselndes Thema und zum größten Teil gut erzählt.“

“Rajeev Menon's new film assumes and presents itself as being utterly self-confident of its content and screenplay, so much so that we can feel the film ripping apart at its seams, about a half an hour into its initial narration.  Yet Kandukondain  seems to have its audience in its grip for a reason or two: impeccable acting by Mammooty, Tabu & Ajeethkumar (in portions), a true to the heart climax [...] and A.R.Rahman working long hours to perfect some tunes which will stay in memory, at least for a short while.”

„Rajeev Menons [Rajiv Menons] neuer Film unterstellt und präsentiert so sehr ein vollkommenes Selbstvertrauen hinsichtlich seines Inhalts und Drehbuchs, dass wir fühlen können, wie der Film in der ersten halben Stunde des Erzählflusses aus allen Nähten platzt. Dennoch fesselt Kandukondain sein Publikum aus ein oder zwei Gründen: Tadellose Schauspielkunst von Mammooty, Tabu & Ajeethkumar [Ajith] (in Teilen), ein zu Herzen gehender Höhepunkt [...] und A. R. Rahman, der lange Stunden an der Perfektionierung einiger Melodien gearbeitet hat, die in der Erinnerung bleiben – zumindest für eine kurze Weile.“

## Auszeichnungen
Shankar Mahadevan gewann 2001 den Silver Lotus Award für den besten Playbacksänger für das Lied „Yenna Solla Pogirai“.